# Des Duros
La playa Des Duros está situada en la isla de Ibiza, en la comunidad autónoma de las Islas Baleares, España.
Es una playa que goza de bonitas vistas del puerto de Ibiza.